# هالتال
هالتال (به آلمانی: Halltal) یک منطقهٔ مسکونی در اتریش است که در بروک مورتسوچلاگ واقع شده‌است. هالتال ۷۴٫۴۸ کیلومتر مربع مساحت دارد ۸۱۰ متر بالاتر از سطح دریا واقع شده‌است.